# Nick Powell
Nicholas Edward "Nick" Powell (Crewe, Anglia, 1994. március 23. –) angol labdarúgó, a Stoke City játékosa.

## Pályafutása

### Crewe Alexandra
Powell  ötéves  korától szülővárosa csapatával, a Crewe Alexandrával edzett, 2004-ben lett hivatalosan a klub akadémiájának a tagja. A felnőtt csapatban 2010. augusztus 19-én, egy Cheltenham Town elleni bajnokin mutatkozott be, Clayton Donaldsont váltotta csereként. Mindössze 16 éves volt, ezzel ő lett a Crewe második legfiatalabb játékosa, aki valaha pályára lépett az első csapatban.
2011. augusztus 20-án, a Shrewsbury Town elleni megkapta profi pályafutása első piros lapját. Mindössze nyolc percet töltött a pályán, amikor a Terry Gornell ellen szabálytalansága miatt azonnal kiállította a játékvezető. Október 15-én, az AFC Wimbledon ellen első gólját is megszerezte. Decemberben a hónap legjobb fiatal játékosának választották meg a The Football League-ben. 2012. március 10-én, egy Gillingham elleni találkozón duplázni tudott, ezzel 4-3-as sikerhez segítve csapatát. Ő lett az első olyan játékos, aki a Crewe Alexandra által kiosztott mind az öt egyéni díjat elnyerte.
A csapat bejutott a League Two rájátszásába, melyet meg is nyert. A döntőben Powell szerezte a vezető gólt a Cheltenham Town ellen, csapata végül 2-0-ra győzött, és feljutott a League One-ba. A 2011/12-es idényben ő lett a klub házi gólkirálya, minden sorozatot egybevéve 16 gólt szerzett.

### Manchester United
2012. június 12-én a Crewe Alexandra és a Manchester United vezetői bejelentették, hogy megegyeztek Powell átigazolását illetően. A középpályás július 1-jén csatlakozott a Vörös Ördögökhöz, akik 4 millió fontot fizettek érte. Többször is kölcsönadták, többször pedig sérülés gátolta, ám négy év alatt mindössze 3 bajnokin,  összesen kilenc tétmérkőzésen bizonyíthatott. A 2015-16-os idény végén nem hosszaították meg a lejáró szerződését.

## Válogatott
Powell 2009. november 5-én, Észak-Írország ellen debütált az U16-os angol válogatottban. 2010. augusztus 25-én az U17-es csapatban is lehetőséghez jutott, Törökország ellen. Három nappal később, egy Ausztrália elleni meccsen szabadrúgásból gólt szerzett. Részt vett a 2011-es U17-es Eb-n is, ahol a csoportmeccsek során gólt szerzett Franciaország ellen. Az angolok végül az elődöntőig jutottak. Az U18-as válogatottban 2012. március 7-én, a lengyelek ellen mutatkozott be.

## Sikerei, díjai

### Klubcsapatban

#### Crewe Alexandra
- Crewe Alexandra
  - League Two rájátszásának győztese: 2011–12

- Wigan Athletic
  - League One: 2017–18

## Fordítás
- Ez a szócikk részben vagy egészben  a   Nick Powell című angol Wikipédia-szócikk fordításán alapul.  Az eredeti cikk szerkesztőit annak laptörténete sorolja fel. Ez a jelzés csupán a megfogalmazás eredetét és a szerzői jogokat jelzi, nem szolgál a cikkben szereplő információk forrásmegjelöléseként.

## Külső hivatkozások
- Nick Powell pályafutásának statisztikái a Soccerbase oldalon (angolul)

- Nick Powell adatlapja az FA honlapjánArchiválva 2012. október 17-i dátummal a Wayback Machine-ben
- Nick Powell profilja a Sky Sports honlapján
- Nick Powell statisztikái a BBC Sporton Archiválva 2012. szeptember 3-i dátummal a Wayback Machine-ben